# Coelichneumon mengkokae
Coelichneumon mengkokae là một loài tò vò trong họ Ichneumonidae.